# Franz Otto von Korff gen. Schmising zu Tatenhausen
Franz Otto von Korff gen. Schmising zu Tatenhausen (Taufname: Franz Otto Heinrich Matthias, * 5. Februar 1719; † 31. Oktober 1785 in Münster) war Amtsdroste in Cloppenburg und Kämmerer in Kurköln.

## Leben

### Herkunft und Familie
Franz Otto von Korff gen. Schmising zu Tatenhausen entstammte der uralten westfälischen Adelsfamilie von Korff. Sein Vater war Caspar Heinrich Matthias von Korff gen. Schmising zu Tatenhausen, seine Mutter Antonia Helena von Landsberg zu Erwitte (1697–1739). Sein Bruder Clemens August (1721–1787) war Amtsdroste und Präsident der fürstbischöflichen Hofkammer. Am 15. August 1747 heiratete Franz Otto in Darfeld Anna Elisabeth Henrika Maria Droste zu Vischering (1730–1790), Tochter des Maximilian Heidenreich Droste zu Vischering und Anna Rosina von Wrede.
Aus der Ehe gingen fünf Kinder hervor, u. a. der Sohn Clemens August Heinrich (1749–1821) hervor. Dieser war Oberhofmarschall des Kurfürsten von Köln und Fürstbischofs von Münster und wurde 1816 in den Freiherrenstand erhoben.

### Werdegang und Wirken
Am 3. November 1733 erhielt Franz Otto durch den Turnar die Dompräbende in Osnabrück, die er 1747 an seinen jüngeren Bruder Clemens übertrug. Nachdem er am 7. Februar 1744 zur münsterschen Ritterschaft aufgeschworen wurde, übernahm er zwei Jahre später das Amt des Kämmerers in Kurköln. Bereits am 22. Juli 1749 seinem Vater Caspar Heinrich im Drostenamt in Cloppenburg zur Seite gestellt, verpflichtete er sich am 26. Juli 1750 schriftlich und erhielt am 23. Oktober seine Bestallung als Drost. Das Domkapitel stellte ihm am 18. April 1775 seinen Sohn Clemens August im Drostenamt zur Seite.
Als Gesandter des Osnabrücker Domkapitels nahm er im Jahre 1742 an der Kaiserkrönung Karls des VII. in Frankfurt am Main teil. Er war geheimer Rat des Fürstbischofs und kam 1765 in das Amt des Drosten von Cloppenburg und Vienenburg.
Er war Großkreuzherr des St. Michael-Ritterordens.